# Амфиктион
Амфиктион (на гръцки: Αμφικτύων, Amphiktyon) е в древногръцката митология син на Девкалион и Пира. Негова жена е дъщерята на царя на Атика Кранай. Първоначално управлявал Термопили. След това управлявал Атина 12 години (Аполодор I 7,2; III 14,6). Има легенда според която именно Амфиктион посветил града на богинята Атина и дал името му – Атина. Преди това той се наричал Кранай. Амфиктион бил свален от Ерихтоний. Според легендата, той е основател на делфийската Амфиктиония.
Той управлява 10 години през 1497/1496 – 1487/1485 пр.н.е.